# Аккудик (Жилиойський район)
Аккуди́к (каз. Аққұдық) — колишнє село у складі Жилиойського району Атирауської області Казахстану. Входило до складу Жемського сільського округу. Ліквідоване у 2013 році.
У радянські часи село називалось Ферма совхоза Ембинський.
Населення — 46 осіб (2009; 102 в 1999).